# Okeh Records

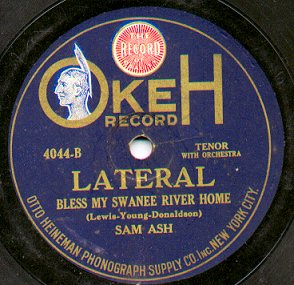
OKEH-etikett från 1919 som tydligt talar om att lateralteknik använts, men före bolagets namn- och logotypbyte.

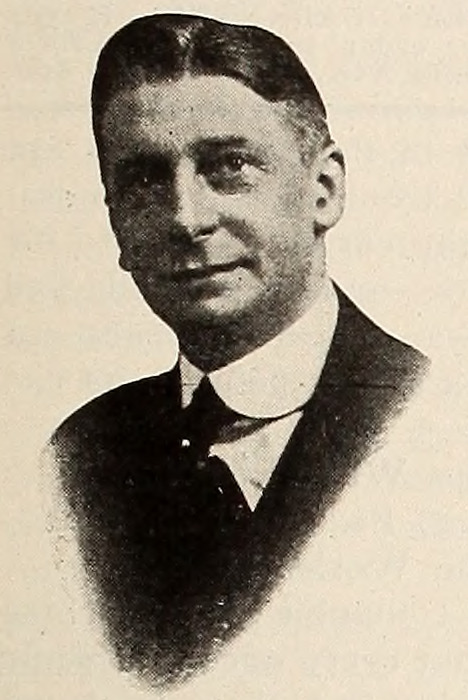
Otto Karl Erich Heinemann 1918.

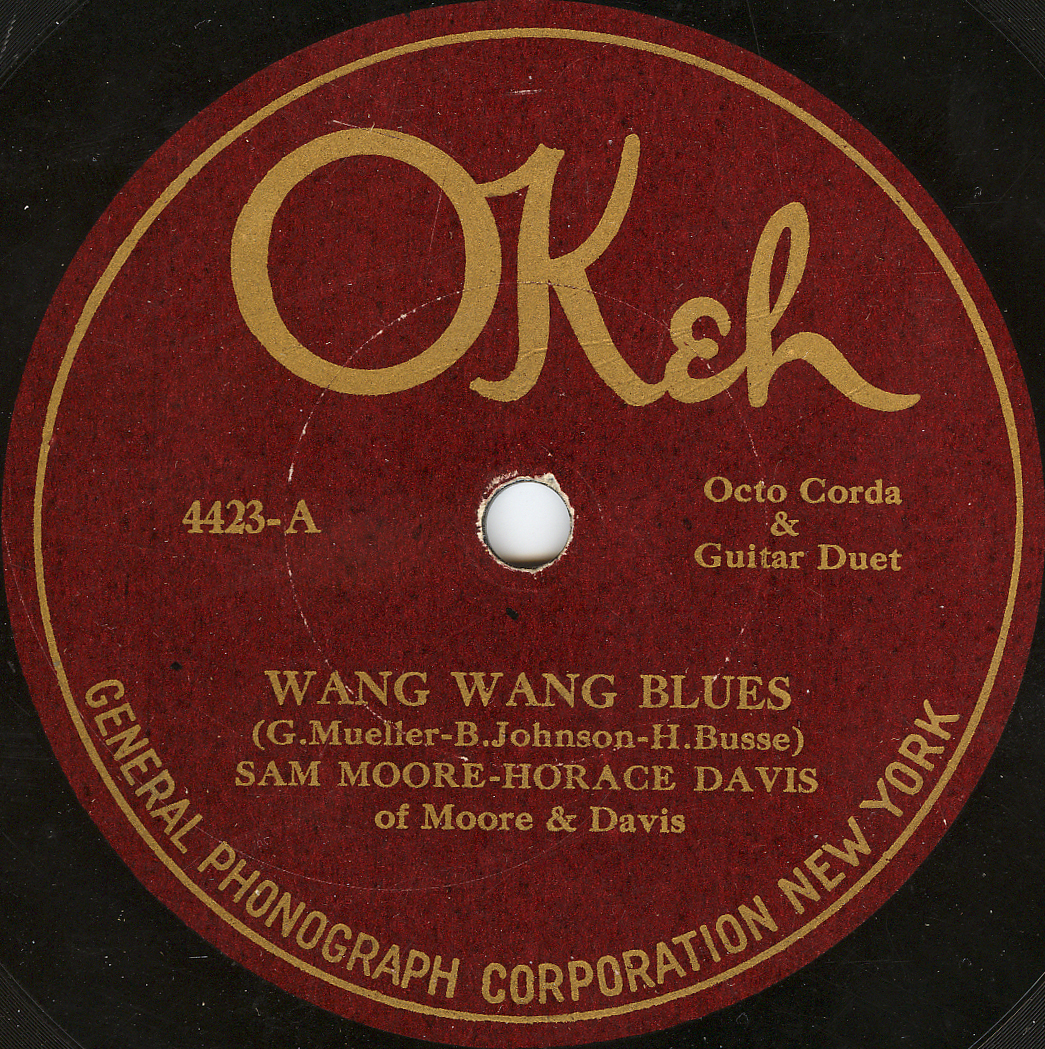
OKeh-etikett från 1921. Denna design behöll etiketten i stort fram till 1935. När Columbia tog över OKeh 1928 byttes byttes etikettens färg dock till svart, för att från 1932 ges ut i växlande färger.

OKEH Records, från 1919 OKeh Records,  var ett amerikanskt skivmärke verksamt från 1918 i New York och senare även i Chicago.
Okeh grundades av tysk-amerikanen Otto Karl Erich Heinemann (1877-1965), vilken på 1910-talet var amerikansk representant för tyska Odeon. I och med första världskriget insåg Heineman(n), som var amerikansk medborgare, att det var säkrast att överföra verksamheten till ett USA-ägt bolag och grundade därför 1916 Otto Heineman Phonograph Supply Corporation. Inspelningsstudio och pressninganläggning anlades och i september 1918 lanserades bolagets första skivor under namnet OKEH, bildat av grundarens initialer.
De tidigaste Okeh-utgåvorna var gjorda med vertikal gravyr, detta eftersom de stora bolagen Victor och Columbia ensamma satt på patenten för lateral gravyr. 1919 löpte dessa patent dock ut och Okeh övergick, liksom ett stort antal mindre skivbolag, till den laterala tekniken. I samband härmed bytte Heinemans företag namn till General Phonograph Corporation och etiketten ändrades till OKeh.
Okehs stora genomslag kom 1920 då man spelade in melodin Crazy Blues med den svarta bluessångerskan Mamie Smith. Skivan blev en stor försäljningsframgång hos inte minst svart publik, vilken de flesta skivbolag dittills betraktat som kommersiellt ointressant. Sedan Okeh motbevisat detta och framgångsrikt lanserat en särskild serie "race records" följde de flesta andra skivbolag efter, vilket innebar ett viktigt uppsving för dokumenterandet av musikgenrer som jazz, blues och gospel. Bland de storheter som spelade in "race records" för Okeh under 1920-talet märks Clarence Williams, Eva Taylor, Jelly Roll Morton, Bennie Moten, King Oliver, Louis Armstrong. Duke Ellington och Lonnie Johnson. En stor fördel hade Okeh i detta sammanhang av att man, utöver sin ursprungliga New York-studio, tidigt även anlade en studio i Chicago som var något av jazzens "huvudstad" vid denna tid. Bolaget var också tidigt ute med att skicka ut mobila inspelningsteam till olika platser i USA för att fånga upp lokala talanger, vilket bland annat resulterade i en del tidiga inspelningar av countrymusik.
Även i bolagets "ordinarie" katalog återfanns många viktiga namn inom jazz och tidens dansmusik, exempelvis Harry Reser, Vincent Lopez, Sam Lanin, Bix Beiderbecke, Joe Venuti, Eddie Lang och gruppen The Goofus Five med Adrian Rollini. Till bolagets mest populära sångare hörde Seger Ellis som till och med fick en särskilt designad etikett med sitt porträtt på.
Tack vare Heinemans gamla kontakter med Tyskland och särskilt Carl Lindström kom många av Okehs inspelningar att ges ut även i Europa, främst på Odeon (Tyskland) och Parlophone (England).
Okehs inspelningar från den akustiska inspelningseran anses allmänt som några av de tekniskt bästa för sin tid såväl avseende inspelning som pressning. När den elektriska inspelningstekniken lanserades på allvar 1925 kom Okeh något på efterkälken och införde sitt eget elektriska system först året därpå (dessa fick texten "Truetone" tillagd på etiketten). Redan i slutet av samma år köptes märket dock upp av Columbia och kom därmed i åtnjutande av det system som detta bolag leasade från Western Electric. I övrigt behöll Okeh dock en ganska hög grad av självständighet under den nye ägaren och fortsatte bland annat med sin profilering mot jazz fram till 1935 då Columbia lade ner märket. Det återupplivades, med en "moderniserad" logotyp, tillfälligt 1940-45 och åter från 1951 och då uteslutande för rhythm and blues (tidigare "race records"). Sedan 1965 är dotterbolaget Epic Records inom Sony BMG ansvarigt för förvaltandet av Okehs repertoar. 1993 till 2000 användes etiketten dock för bluesmusik och Sony ger sedan 2013 åter ut jazz på etiketten OKeh.

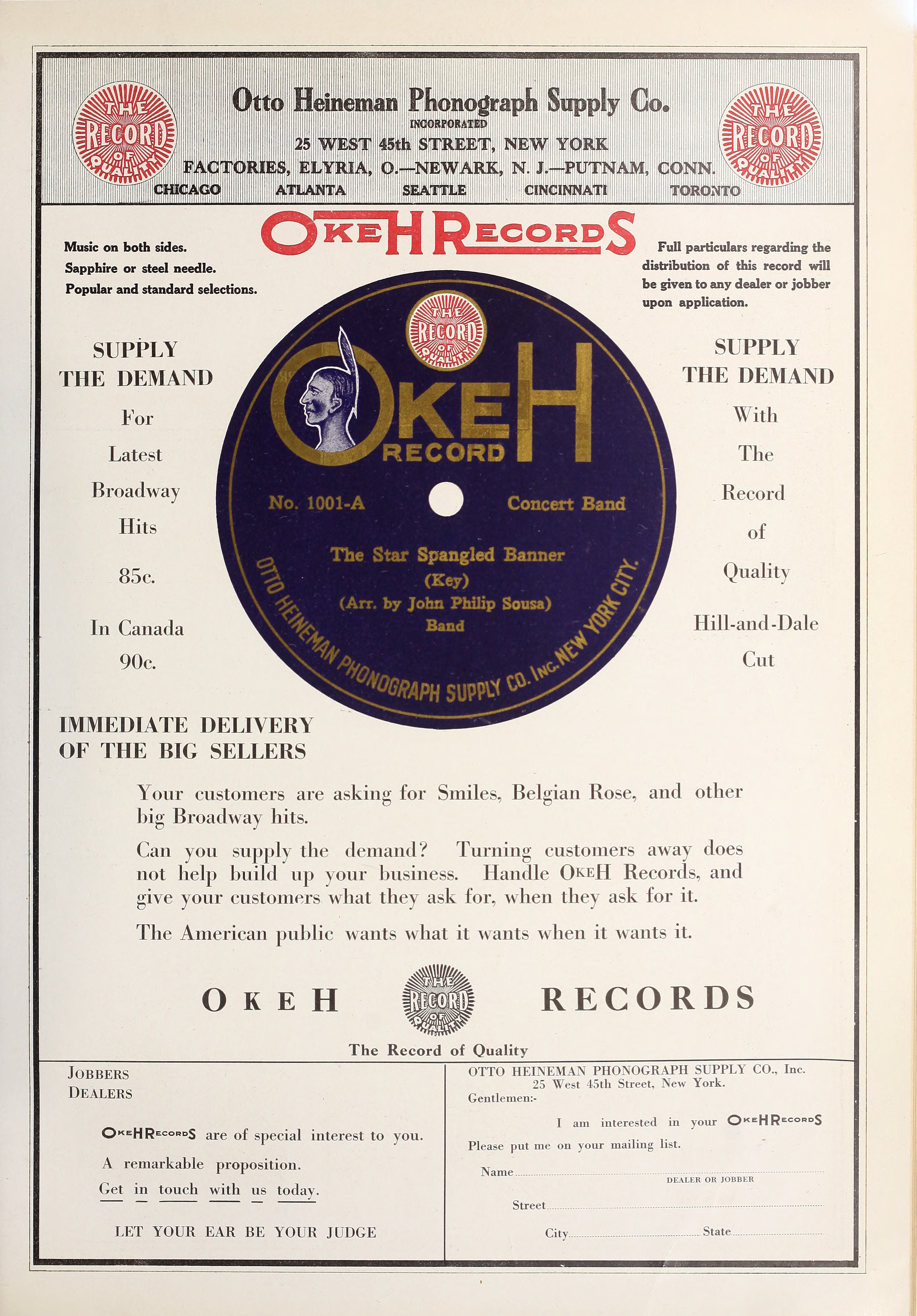
Annonsblad för den första singeln på OKEH 1918: "The Star-Spangled Banner".
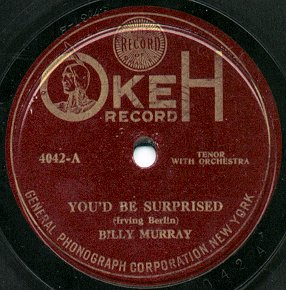
"Övergångsmodell" från 1919. Färgen är bytt från blå till "röd" och företagsnamnet är ändrat, men logotypen är "densamma" som tidigare.
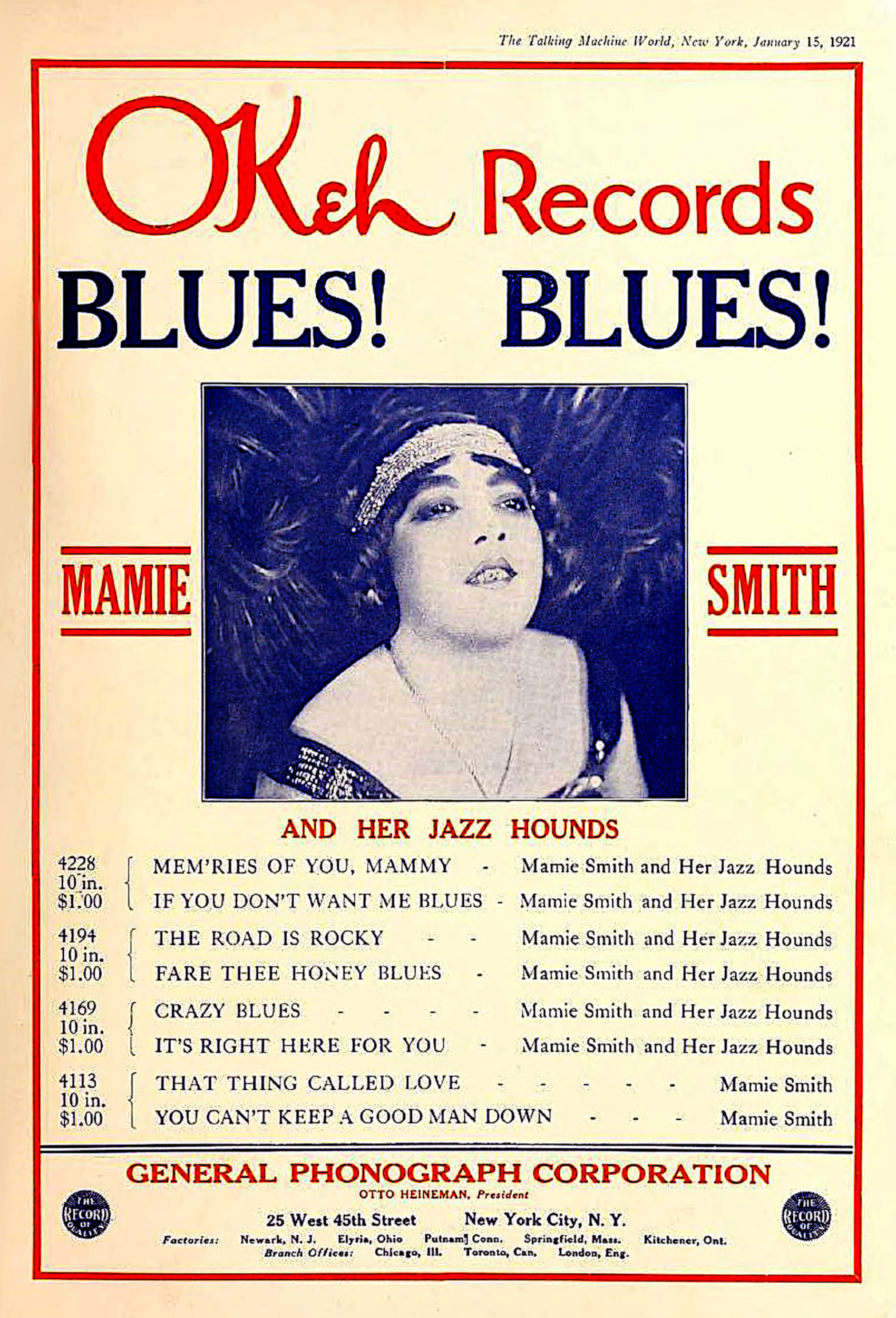
Annonsblad för Mamie Smith 1921.
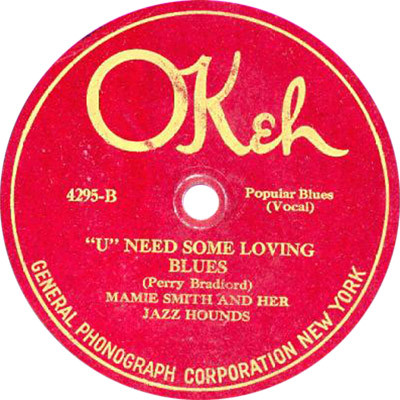
1921 - Mamie Smiths "'U' Need Some Loving Blues".
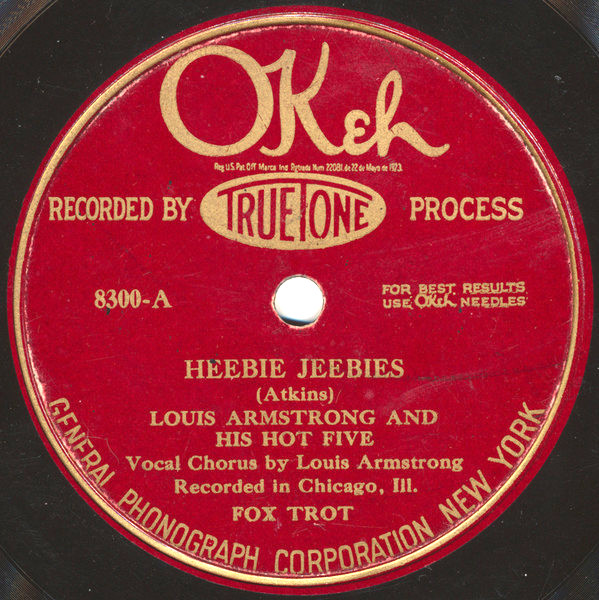
1926 - Recorded by "Truetone" Process.
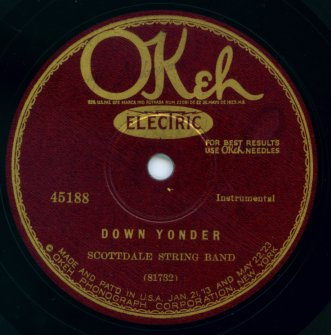
1928 När Columbia tog över ändrades "Truetone" till "Electric" och något senare byttes etikettens färg till svart.
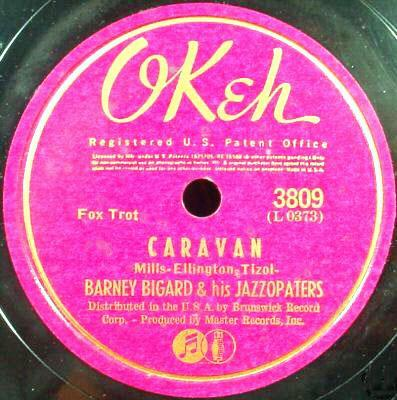
1940?
Vinylsingel från 1955.

## OKehs "skrattskivor"
1920 spelade det tyska bolaget Beka in Original Lach Aufnahme, en skiva med två personer (enligt "konsensus" Lucie Bernardo och Otto Rathke) som skrattar i två och en halv minut delvis ackompanjerade av en kornettist (möjligen Felix Silbers) och denna inspelning köptes av OKeh som 1922 gav ut den som The OKeh Laughing Record. Inspelningen inkluderades i USAs National Registry, Library of Congress 2003. Denna försäljningssuccé (som hade framgång även i Storbritannien som The Parlophone Laughing Record) ledde till att OKeh även gav ut Second Laughing Record, The OKeh Laughing Dance Record och OKeh Crying Record. OKehs "skrattskivor" betraktas som föregångare till det obligatoriska "burkskrattet" på dagens amerikanska "komediserier".